# Dominik Krieger
Pour les articles homonymes, voir Krieger.
Dominik Krieger est un coureur cycliste allemand, né le 25 juin 1968 à Herrenberg.
Il devient professionnel à l'automne 1989 et le reste jusqu'en 1994. 

## Palmarès
- 1985
  - 2e du championnat d'Allemagne sur route juniors
- 1988
  - 7e étape du Tour de la Communauté européenne
- 1989
  - Tour de Cologne
  - 4e étape du Grand Prix Guillaume Tell
  - 2e du Tour du Canton de Genève
  - 3e du Grand Prix de Baden-Baden (avec Udo Bölts)
  - 4e du championnat du monde sur route amateurs
- 1992
  - Grand Prix de Baden-Baden (avec Tony Rominger)

## Résultats sur les grands tours

### Tour de France
2 participations 
- 1991 : 63e
- 1992 : 53e

### Tour d'Italie
1 participation
- 1994 : 93e

## Distinctions
- Cycliste allemand de l'année : 1989